# فرودگاه بلایت
فرودگاه بلایت (به انگلیسی: Blythe Airport) (به زبان بومی: Blythe Army Airbase) یک فرودگاه همگانی با کد یاتا BLH است که یک باند فرود آسفالت دارد و طول باند آن ۱۹۹۴ متر است. این فرودگاه در شهر بلایت، کالیفرنیا کشور ایالات متحده آمریکا قرار دارد و در ارتفاع ۱۲۲ متری از سطح دریا واقع شده‌است.